# Ernst Friedrich von Ascheberg zu Venne
Ernst Friedrich Ludwig von Ascheberg zu Venne (* 10. September 1702 in Venne; † 22. September 1762 ebenda) war Amtsdroste in Werne und Wirklicher Landrat.

## Leben

### Herkunft und Familie
Ernst Friedrich von Ascheberg zu Venne wuchs als Sohn des Johann Matthias von Ascheberg (1675–1732, Geheimrat und Amtsdroste) und seiner Gemahlin Katharina Agnes Elisabeth von Lipperheide zu Ihorst und Buddenberg (1682–1729) zusammen mit seinen Geschwistern Anna Agnes Johanna Josepha († 1766, Dechantin im Stift Nottuln), Anna Angela (⚭ Friederich Christian Heidenreich Theodor von Beverförde), Karl Heinrich Anton (1718–1760, Domherr in Minden und Münster) und Johann Matthias (Domherr in Münster) in der uralten westfälischen Adelsfamilie von Ascheberg auf.
Am 8. Dezember 1729 heiratete er Sophia Ursula Droste zu Füchten, Tochter des Ernst Dietrich Droste zu Füchten (kurkölnischer Geheimrat und Landdrost) und seiner Frau Ursula Sibylla von Plettenberg zu Lehnhausen. Aus der Ehe gingen die Kinder Ursula Sophia (Äbtissin in Nottuln), Bernardina (Kanonissin), Karl Ludwig, Clemens August und Johann Matthias Kaspar hervor.

### Werdegang und Wirken
Mit dem Erhalt der Tonsur am 20. September 1715 wurde Ernst Friedrich auf ein geistliches Leben vorbereitet. Nachdem ihm in Minden eine Dompräbende zugeteilt wurde, erhielt er im Jahre 1723 durch päpstlichen Zuspruch eine Präbende in Münster. Zugunsten seines Bruders Karl Heinrich Anton als Platzhalter für den jüngeren Bruder Johann Matthias Kaspae verzichtete er am 12. Oktober 1729 auf die Präbenden.
Nachdem sein Vater auf sein Amt verzichtete, wurde Ernst Friedrich am 13. August 1729 Wirklicher Landrat und ein Jahr später Amtsdroste in Werne.
Mit der Aufschwörung zur Münsterschen Ritterschaft am 13. Dezember 1730 wurde er Vertreter im Landtag, einem Gremium, das sich aus den drei Ständen zusammensetzte. Seine Aufgabe bestand in der Regelung des Steuerwesens und ab 1447 auch des Fehdewesens im Hochstift Münster.

### Ehrungen
10. Februar 1753 Großkreuzherr des St. Michael-Ritterordens.